# Тульцева, Людмила Александровна
Людми́ла Алекса́ндровна Ту́льцева (24 декабря 1941 — 29 октября 2015) — советский и российский этнограф. Кандидат исторических наук. Одна из авторов «Атеистического словаря».

## Биография
Родилась в 1941 году. В 1961—1966 гг. студентка исторического факультета МГУ. Ученица С. А. Токарева. В 1966 г. она окончила исторический факультет Московского государственного университета им. М. В. Ломоносова, затем очную аспирантуру Института этнографии АН СССР, где защитила диссертацию на соискание ученой степени кандидата исторических наук на тему «Религиозно-бытовые пережитки русского сельского населения Рязанской области». В 1970—1986 гг. младший научный сотрудник, в 1986—1989 гг. научный сотрудник, в 1989—2002 гг. старший научный сотрудник, с 2002 г. ведущий научный сотрудник Института этнологии и антропологии РАН. Участник ряда международных, всесоюзных и российских конгрессов, конференций и симпозиумов.

## Научная деятельность
В область её научных интересов входили вопросы этнологии русского народа, аграрный календарь русских и сопредельных народов, ряд аспектов праздничной обрядовой культуры русских крестьян. Л. А. Тульцевой было опубликовано около 170 научных и научно-популярных работ, среди которых монографии, брошюры, главы коллективных монографий и статьи, посвященные праздникам и обрядам русских крестьян, а также их традиционным верованиям. Она была опытным этнографом-полевиком, с 1971 г. по 2004 г. регулярно выезжала в экспедиции для сбора материала в различные регионы СССР и России. За вклад в науку была удостоена ряда наград, в числе которых Диплом Всесоюзного общества «Знание» по итогам Всесоюзного конкурса на лучшее произведение научно-популярной литературы за книгу «Современные праздники и обряды народов СССР»; Почетная грамота Российской Академии наук за многолетний вклад в науку и др.